# Milionia celebensis
Milionia celebensis är en fjärilsart som beskrevs av Jordan och Rothschild. Milionia celebensis ingår i släktet Milionia och familjen mätare. Inga underarter finns listade i Catalogue of Life.

## Bildgalleri

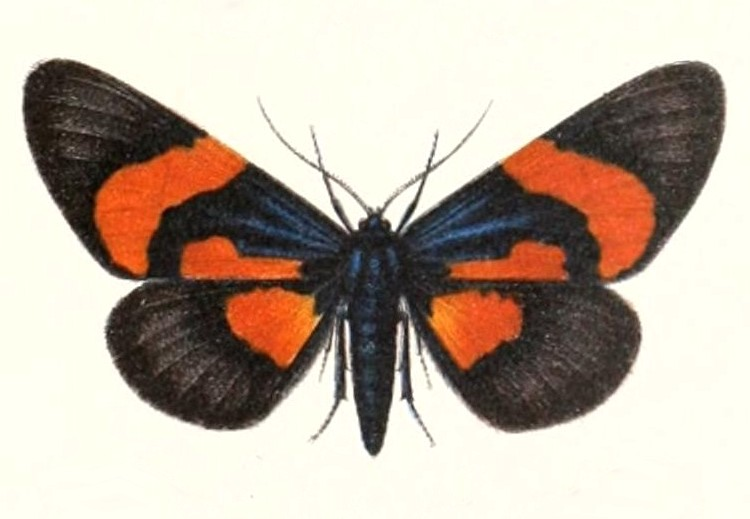
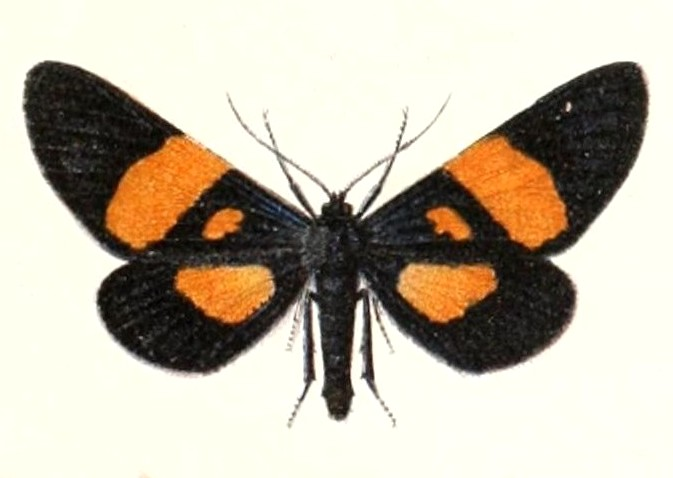